# تب دنگی

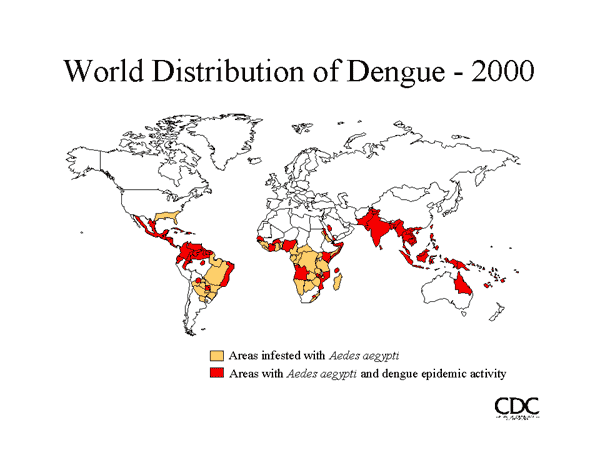

تب دِنگی (به انگلیسی: Dengue fever) (تلفظ:  ‎/ˈdɛŋɡi, -ɡeɪ/‎)  نام یک بیماری ویروسی است که به آن تب دنگ، تب دانگ و تب استخوان‌شکن هم می‌گویند. این بیماری از طریق پشه‌ای به نام پشهٔ آئِدِس به انسان منتقل می‌شود. این پشه که به ببر آسیایی شناخته می‌شود در مناطق استوایی جهان به‌ویژه آسیای جنوب شرقی ازجمله مالزی دیده می‌شود. این بیماری گسترش زیادی یافته و تلفات انسانی زیادی برجای گذاشته‌است. علائم این بیماری سردرد، کمردرد و پشت درد، تب معمولاً شدید و در برخی موارد خارش و جوش در قسمت‌های مختلف بدن است. موارد مرگ این بیماری ۱ در هزار گزارش شده‌است.

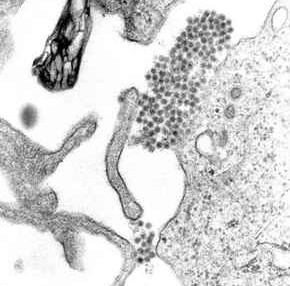
ویروس دنگی

تب دِنگی عفونتی است که توسط ویروس دنگی ایجاد می‌شود. پشه‌ها عوامل منتقل‌کننده (یا پخش‌کنندهٔ) این ویروس هستند. تب دنگی با عنوان «تب استخوان‌شکن» نیز شناخته می‌شود. چرا که به‌دلیل درد شدید حاصل از آن بیمار تصور می‌کند استخوان‌هایش در حال شکستن هستند. برخی نشانه‌های تب دنگی تب، سردرد، حساسیت‌های پوستی مشابه سرخک و درد در ماهیچه‌ها و مفاصل هستند. ممکن است تب دنگی در تعداد کمی از بیماران به یکی از دو گونهٔ خطرناک و کشنده تبدیل شود. گونهٔ اول تب هموراژیک دنگی است که باعث خونریزی، ترشح مایعات به بیرون از عروق خونی و کاهش پلاکت‌های خون می‌شود. گونهٔ دوم سندروم شوک دنگی است که باعث افت فشار شدید می‌شود. ویروس دنگی چهار نوع متفاوت دارد. اگر فردی به یک نوع از ویروس‌ها مبتلا شود، تا آخر عمر به آن نوع ویروس مصونیت دارد. اگرچه، در برابر سه گونهٔ دیگر فقط تا مدت محدودی مصونیت دارد. اگر بعدها به یکی از سه نوع دیگر این ویروس مبتلا شود، ممکن است مشکلاتی جدی برای او ایجاد شود. واکسن‌های متنوعی تولید و برای استفاده در انسان تأیید شده‌اند.

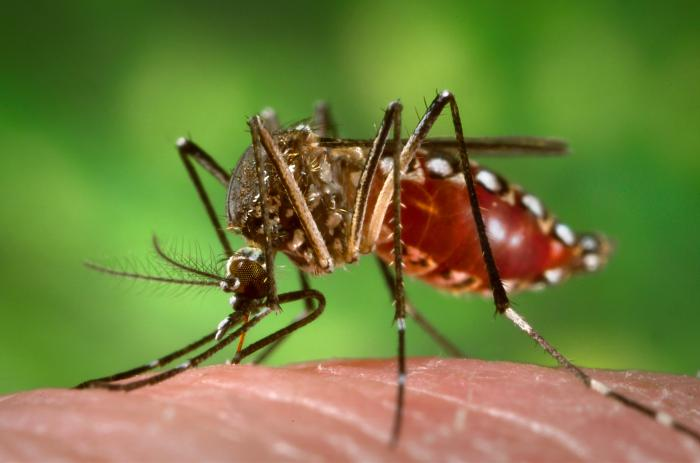
Aedes aegypti

نخستین توصیف‌های تب دنگی را در سال ۱۷۷۹ نوشته‌اند. در اوایل سده بیستم، دانشمندان دریافتند که این بیماری توسط ویروس دنگی ایجاد شده و از طریق پشه‌ها منتقل (یا پخش) می‌شود.

## علایم و نشانه‌ها
نزدیک به ۸۰٪ از بیماران مبتلا به ویروس دنگی (۸۰ از ۱۰۰ نفر) هیچگونه نشانه‌ای نداشته یا نشانه‌های بسیار خفیفی (مانند تب ملایم) دارند. فقط وضعیت ۵٪ از بیماران (۵ از ۱۰۰ نفر) وخیم می‌شود و برای تعداد بسیار کمی از این افراد بیماری کشنده خواهد بود. در بیشتر موارد نشانه‌ها بین ۴ تا ۷ روز آشکار می‌شوند. بنابراین اگر شخصی از مکانی که ویروس دنگی در آن شایع است بازگردد و پس از ۱۴ روز نشانه‌ها را در خود مشاهده نکند، به ویروس دنگی مبتلا نشده‌است. معمولاً نشانه‌ها در کودکان مبتلا به ویروس دنگی، مشابه سرماخوردگی معمولی یا گاستروآنتریت (آنفلوآنزای معده، مانند استفراغ و اسهال) است. با این حال احتمال پدید آمدن مشکلات حاد برای کودکان بسیار بیشتر است.

## سیر بالینی
نشانه‌های معمول تب دنگی، تبی که به‌طور ناگهانی آغاز می‌شود، سردرد (معمولاً پشت چشم‌ها)، حساسیت پوستی و درد ماهیچه‌ها و مفاصل. نام مستعار این بیماری، تب استخوان‌شکن، (نشان‌دهنده شدت این درد) هستند. تب دنگی در سه مرحله تب، وخامت، و بهبودی اتفاق می‌افتد. در مرحله تب، شخص دچار تب شدید می‌شود. معمولاً تب بالای ۴۰ درجه سلسیوس (۱۰۴ درجه فارنهایت) است. هم چنین ممکن است شخص دردهای عمومی و سردرد داشته باشد. مرحله تب اغلب بین ۲ تا ۷ روز ادامه می‌یابد. در روزهای اول و دوم بیماری، حساسیت به صورت پوست گلگون (قرمز رنگ) نمایان می‌شود. با پیشرفت بیماری (روزهای ۴ تا ۷) حساسیت مشابه سرخک می‌شود. ممکن است دانه‌های کوچک قرمز (پتشی) روی پوست نمایان شوند. این لکه‌ها با فشار موضعی از بین نمی‌روند. این دانه‌های قرمز از پاره شدن مویرگ‌ها پدید می‌آیند. ممکن است فرد از غشاء مخاطی بینی و دهان خون‌ریزی کند. خود تب نیز ممکن است پایین آمده ولی دوباره برای مدت یک یا دو روز بازگردد. این روند برای هر فرد متفاوت است.
برخی افراد پس از برطرف شدن تب شدید وارد مرحله وضعیت وخیم می‌شوند. وضعیت وخیم بین ۱ تا ۲ روز ادامه می‌یابد. در این مرحله ممکن است مایعات در ناحیه سینه و شکم جمع شود. دلیل این پدیده خون‌ریزی رگ‌های کوچک است. مایع تراکم می‌یابد و دیگر در بدن و دستگاه گردش خون جریان نمی‌یابد. به این معنا که اندام‌های حیاتی به اندازه معمول خون دریافت نمی‌کنند. به همین دلیل اندام‌ها به‌طور طبیعی کار نمی‌کنند. همچنین ممکن است شخص به شدت خون‌ریزی کند (معمولاً از دستگاه گوارش). کمتر از ۵٪ افراد مبتلا به ویروس دنگی دچار شوک دستگاه گوارش، سندروم شوک دنگی و تب هموراژیک دنگی دچار می‌شوند. احتمال پدیدار شدن مشکلات جدی برای فردی که قبلاً به نوعی از دنگی مبتلا شده باشد (عفونت ثانویه) بیشتر است. در مرحله بهبودی مایعی که رگ‌ها خارج شده بود به جریان خون بازمی‌گردد. مرحله بهبودی معمولاً ۲ تا ۳ هفته طول می‌کشد. وضعیت بیمار در این مرحله بهتر می‌شود. با این حال ممکن است آن‌ها دچار خارش شدید و ضربان قلب پایین شوند. در این مرحله ممکن است وضعیت ازدیاد حجم مایعات پیش بیاید (که در آن حجم مایعات جذب شده از حجم مایعاتی که قبلاً از رگ‌ها خارج شده بودند، بیشتر است). این حالت بر مغز تأثیر می‌گذارد، باعث تشنج یا سطح متفاوتی از هوشیاری شود (که در آن تفکر، آگاهی و رفتار فرد با اوقات عادی متفاوت است).

## مشکلات مربوط
هر از گاهی دنگی بر دیگر دستگاه‌های بدن تأثیر می‌گذارد. ممکن است شخص نشانه‌های جداگانه داشته یا آنها را همراه با نشانه‌های معمول دنگی داشته باشد. سطح پایین هوشیاری در ۵٪ الی ۶٪ بیماران حاد مشاهده می‌شود. این اتفاق هنگامی روی می‌دهد که ویروس دنگی در مغز عفونت ایجاد می‌کند. همچنین ممکن است به دلیل کارکرد ناقص اندام‌های حیاتی، مانند کبد این مشکل به وجود آید. اختلالات نورولوژیک (اختلالات مربوط به مغز و اعصاب) دیگری در افراد مبتلا به دنگی مشاهده شده است. برای مثال دنگی باعث وقوع بیماری‌هایی چون التهاب عرضی نخاع و گیلن باره می‌شود. در موارد بسیار نادر، تب دنگی منجر به عفونت قلب و نارسایی کبد می‌شود.

## علت بیماری

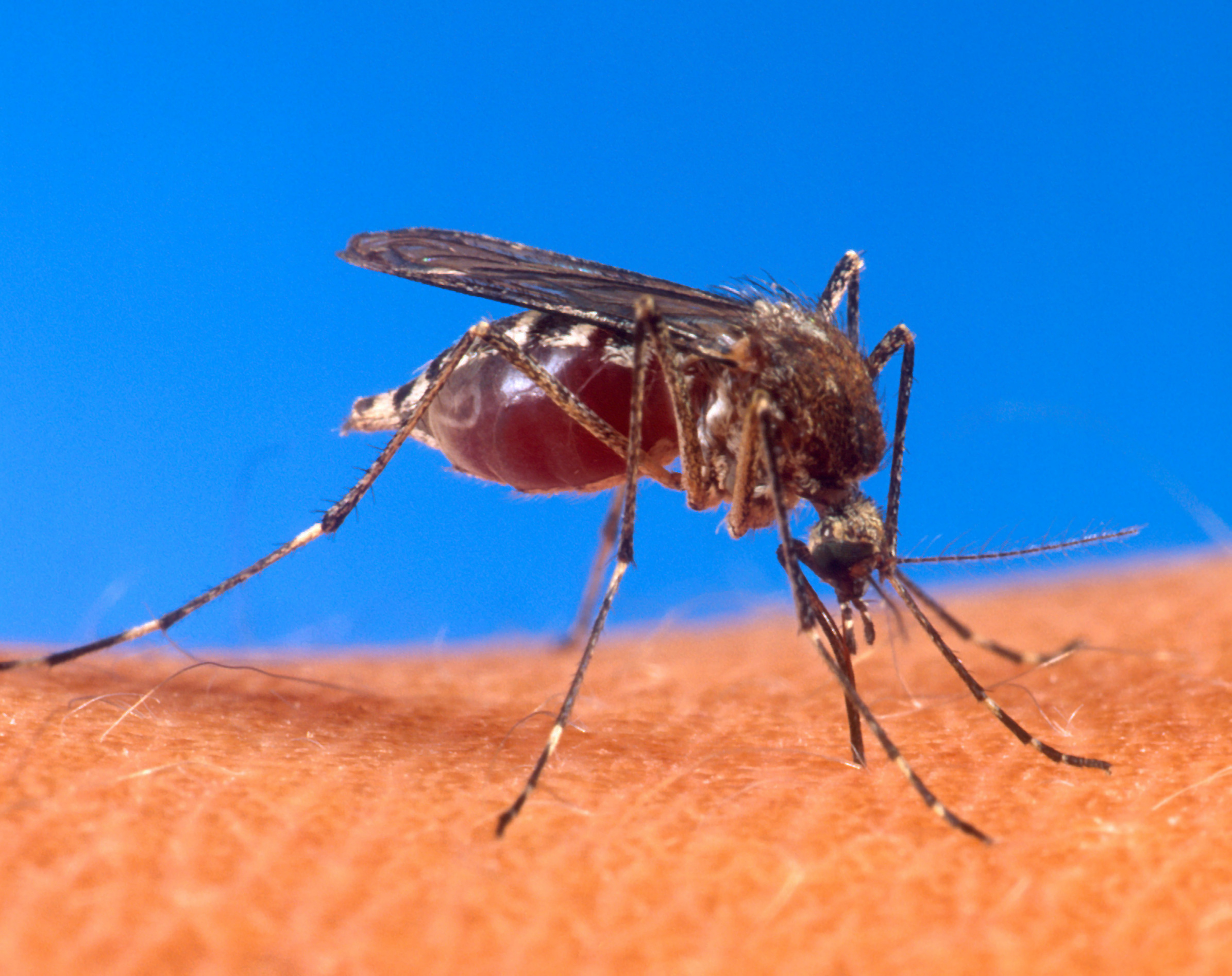
Ochlerotatus sp. نیش زدن پشه به انسان

تب دنگی توسط ویروس دنگی ایجاد می‌شود. در سیستم علمی که ویروس‌ها را دسته‌بندی و نام‌گذاری می‌کند، ویروس دنگی را در خانواده «فلاوی ویرید» قرار داده و از جنس «فلاوی ویروس» می‌دانند. دیگر ویروس‌ها نیز از همین خانواده‌اند و باعث بیماری انسان‌ها می‌شوند. برای مثال «ویروس تب زرد»، «ویروس نیل غربی»، «ویروس التهاب مغز یا آنسفالیت سنت‌لوئیس»، «ویروس آنسفالیت ژاپنی»، «ویروس آنسفالیت منتقل شده از ساس»، «بیماری جنگل کیاسانور» و «ویروس تب هموراژیک اُمسک» همه از خانواده فلاوی ویریدند. بیشتر این ویروس‌ها از طریق پشه و ساس پخش می‌شوند.

## انتقال
در بیشتر مواقع ویروس دنگی توسط پشه آئدس به خصوص گونه «آئدس اجیپتی» انتقال (و یا پخش) می‌شود. این پشه‌ها اغلب بین عرض جغرافیایی ۳۵ درجه شمال و ۳۵ درجه جنوبی و در ارتفاع کمتر از ۱۰۰۰ متر زندگی می‌کنند. آن‌ها معمولاً در روز نیش می‌زنند. یک گزش ساده می‌تواند انسان را مبتلا سازد. گاهی انسان‌ها بیماری دنگی را به پشه‌ها منتقل می‌کنند. اگر پشه ماده، انسان مبتلا به دنگی را نیش بزند، ویروس دنگی به او نیز منتقل می‌شود. در ابتدا ویروس در سلول‌های تشکیل دهنده ناحیه شکم پشه زندگی می‌کنند. حدود ۸ تا ۱۰ روز بعد از آن، ویروس به غدد بزاقی پشه که تولید کنند بزاق هستند، سرایت می‌کنند. به این ترتیب بزاق تولید شده در بدن پشه آلوده به ویروس دنگی است؛ بنابراین هنگامی که پشه انسان را نیش می‌زند، بزاق آلوده به بدن انسان منتقل می‌شود و او را نیز آلوده می‌کند. به نظر می‌رسد این ویروس هیچ‌گونه آسیبی به پشه‌های آلوده که تا آخر عمر خود آلوده باقی می‌مانند، وارد نمی‌کند. احتمال پخش شدن ویروس دنگی توسط پشه آئدس اجیپتی از دیگر پشه‌ها بیشتر است. چرا که این پشه نزدیک به انسان‌ها زندگی می‌کند و به جای حیوان‌ها از انسان‌ها تغذیه می‌کند. هم چنین این پشه در منابع آب ساخته انسان تخم‌گذاری می‌کند.
ویروس دنگی از طریق خون آلوده و اهدای عضو نیز منتقل می‌شود. اگر فرد مبتلا به دنگی عضو یا خون اهدا کند، ممکن است فردی که عضو یا خون را دریافت می‌کند به دنگی مبتلا شود. در برخی کشورها، مانند سنگاپور، این بیماری بسیار شایع است. در این کشورها بین ۶/۱ تا ۶ انتقال خون از هر ۱۰۰۰۰ انتقال مبتلا به دنگی هستند. هم چنین ممکن است ویروس دنگی هنگام بارداری یا پس از زایمان از مادر به کودک منتقل شود.

## خطرات
احتمال شدت گرفتن بیماری دنگی در نوزادان و کودکان بسیار بیشتر از بزرگسالان است. احتمال شدت گرفتن بیماری در کودکانی که تغذیه خوبی دارند (سالم و قوی هستند) زیاد است. (این بیماری با بیماری‌های دیگر متفاوت است چرا که معمولاً بیماری‌های دیگر اثر بیشتری بر کودکان ضعیف و دچار سوتغذیه دارند) احتمال شدت گرفتن بیماری در زنان بیشتر از مردان است. ممکن است دنگی در افرادی با بیماری‌های مزمن مانند آسم و دیابت، منجر به مرگ شود.

## سازوکار
هنگامی که یک پشه، انسان را نیش می‌زند، بزاق او وارد بدن آن فرد می‌شود. اگر پشه به دنگی مبتلا باشد، ویروس به بزاقش نیز منتقل می‌شود؛ بنابراین هنگامی که پشه انسان را نیش می‌زند، ویروس دنگی به همراه بزاقش به بدن انسان منتقل خواهد شد. ویروس به گلبول‌های سفید خون متصل و وارد آن‌ها می‌شود. (گلبول‌های سفید خون وظیفه دارند با مبارزه با تهدیدهای در برابر بدن؛ مانند عفونت از آن دفاع کنند) همان‌طور که گلبول‌های سفید در سراسر بدن حرکت می‌کنند، ویروس تکثیر می‌شود (یا تعداد بیشتری از خودش می‌سازد). گلبول‌های سفید در واکنش به این تکثیر پروتئین‌هایی (یا به اصطلاح سایتوکین) مانند اینترلوکین، اینترفرون و عامل نکروز تومور تولید می‌کند. این پروتئین‌ها باعث وقوع تب، نشانه‌های مشابه سرماخوردگی و دردهای شدید در بیماری دنگی می‌شوند.
اگر شخصی عفونت شدید (جدی) داشته باشد، ویروس با سرعت بیشتری در بدنش تکثیر می‌شود. به دلیل این که تعداد ویروس بیشتری به وجود می‌آید، احتمال عفونت اندام‌های بیشتری (از جمله کبد و مغز استخوان) نیز به وجود می‌آید. مایعات موجود در جریان خون به بیرون از دیواره‌های رگ‌های کوچک و به داخل حفره‌های بدن ترشح می‌شوند. به همین دلیل خون کمتری در رگ‌های خونی گردش می‌کند (یا در اطراف بدن حرکت می‌کنند). فشار خون فرد آن قدر پایین می‌آید که قلب نمی‌تواند خون کافی به اندام‌های حیاتی (مهم‌ترین اعضای بدن) بفرستد. مغز استخوان هم نمی‌تواند پلاکت‌های کافی، که مورد نیاز برای انعقاد صحیح خون، تولید کند. خون‌ریزی اصلی‌ترین عارضه دنگی است (از مهم‌ترین مشکلاتی که یک بیماری ایجاد می‌کند).

## تشخیص
معمولاً پزشکان متخصص با معاینه شخص مبتلا و مقایسه نشانه‌های آن‌ها با دنگی، این بیماری را تشخیص می‌دهند. احتمال تشخیص دنگی توسط پزشکان متخصص با استفاده از این شیوه در مکان‌هایی که این بیماری شایع است، بسیار زیاد است. اگرچه در مراحل اولیه دنگی، تشخیص آن از عفونت‌های ویروسی دیگر (عفونت‌های ایجاد شده توسط ویروس‌ها) بسیار دشوار است. اگر شخصی دچار تب و دو نشانه از نشانه‌های حالت تهوع و استفراغ، حساسیت پوستی، دردهای عمومی (در سراسر بدن)، کاهش در گلبول‌های سفید خون یا تست تورنیکه مثبت. در مناطقی که دنگی شایع است هر گونه نشانه هشدار دهنده مانند تب نشان می‌دهد فرد مبتلا به دنگی است. معمولاً نشانه‌های هشدار دهنده پیش از شدت گرفتن دنگی نمایان می‌شوند. هنگامی که امکان انجام تست آزمایشگاهی وجود ندارد، تست تورنیکه مورد استفاده قرار می‌گیرد. برای انجام این تست، پزشک بازوبند فشار خون را برای ۵ دقیقه به دست بیمار می‌بندد. سپس هر گونه دانه قرمز نمایان شده بر روی پوست را می‌شمارد. هر چه تعداد این دانه‌های قرمز بیشتر باشد، احتمال ابتلا به بیماری دنگی برای آن فرد بیشتر است.
تشخیص تب دنگی از تب چیکونگونیا کار مشکلی است. تب چیکونگونیا نشانه‌هایی شبیه به دنگی داشته و در همان مناطق جغرافیایی مشاهده می‌شود که تب دنگی در آن‌ها شایع است. دنگی نیز ممکن است نشانه‌هایی مشابه بیماری‌های دیگر همچون مالاریا، لپتوسپیروز، تب حصبه و بیماری مننگوکوکی را داشته باشد. معمولاً پیش از این که پزشک متخصص شخص را برای بیماری دنگی مورد معاینه قرار دهد، از عدم ابتلای فرد به این بیماری‌ها اطمینان حاصل می‌کند. هنگام ابتلای فرد به دنگی، اولین تغییری که در آزمایشگاه مشاهده می‌شود تعداد کاهش یافته گلبول‌های سفید خون است. کاهش در پلاکت‌های خون و اسیدوز متابولیک نیز از نشانه‌های دنگی هستند. اگر شدت ابتلا در فردی بیشتر باشد، تغییرات دیگری نیز در بررسی خون او مشاهده خواهد شد. دنگی حاد باعث خروج مایعات از جریان خون می‌شود. این خروج مایعات باعث تغلیظ خون می‌شود (که در آن پلاسمای خون، به عبارتی قسمت مایع خون کمتر و گلبول‌های قرمز خون بیشتر می‌شوند). همچنین سطح آلبومین خون نیز کاهش می‌یابد. برخی اوقات دنگی حاد پلورال افیوژن (که در آن مایعات ترشح شده اطراف شش جمع می‌شود) و آسیت ایجاد می‌کنند. اگر این ترشحات به اندازه کافی بزرگ باشند، پزشک هنگام معاینه متوجه آن‌ها خواهد شد. اگر پزشک بتواند با استفاده از سونوگرافی مایعات درون بدن را پیدا کند، امکان تشخیص زودهنگام سندروم شوک دنگی وجود دارد. ولی در بسیاری از مناطقی که دنگی شایع است، بیشتر پزشکان و درمانگاه‌ها به دستگاه سونوگرافی دسترسی ندارند.

## دسته‌بندی
سازمان بهداشت جهانی در سال ۲۰۰۹ تب دنگی را به دو گروه دسته‌بندی کرد: معمولی و حاد. پیش از این در سال ۱۹۹۷ سازمان بهداشت جهانی این بیماری را به سه دسته تب نامتمایز، تب دنگی و تب هموراژیک دنگی تقسیم کرده بود. سپس بیان کردند که لازم است این روش قدیمی دسته‌بندی ساده‌تر شود و این که این روش محدودکننده است و شامل همه روش‌های بروز دنگی نیست. با این که روش دسته‌بندی یانگ به‌طور رسمی تغییر یافته است، هنوز از دسته‌بندی قدیمی آن استفاده می‌شود. در سیستم قدیمی دسته‌بندی سازمان بهداشت جهانی تب هموراژیک دنگی را به چهار درجه I-IV تقسیم می‌کند:
در درجه I شخص تب می‌کند. هم چنین پوست بدنش به آسانی کبود می‌شود و پاسخ تست تورنیکه او مثبت است. در درجه II درون پوست و بقیه قسمت‌های بدن خون‌ریزی می‌کند. در درجه III نشانه‌های شوک دستگاه گردش خون در فرد نمایان می‌شود. در درجه IV شوک چنان شدت می‌گیرد که نمی‌توان ضربان قلب و فشار خون فرد را احساس کرد. درجه III و IV به نام «سندرم شوک دنگی» شناخته می‌شوند.

## تست‌های آزمایشگاهی
تب دنگی را می‌توان به کمک تست‌های میکروبیولوژی آزمایشگاهی تشخیص داد. تعدادی تست متفاوت در آزمایشگاه صورت می‌گیرد. در یک تست (جداسازی ویروس) متخصصان ویروس دنگی را در کشت‌های (نمونه‌های) سلولی ایزوله (تفکیک) می‌کنند. در تست دیگری (شناسایی نوکلئیک اسید) نوکلئیک اسید موجود در ویروس‌ها را با تکنیکی به نام واکنش زنجیره‌ای پلیمراز یا PCR ردیابی می‌کند. در تست سوم (شناسایی آنتی‌ژن) به دنبال آنتی‌ژن‌های ویروس می‌گردند. در تستی دیگر برای یافتن آنتی‌بادی که بدن برای مبارزه با ویروس دنگی تولید می‌کند، خون را جستجو می‌کنند. تست جداسازی ویروس و شناسایی نوکلئیک اسید بهتر از تست شناسایی آنتی‌ژن عمل می‌کنند. اگرچه این دو هزینه بیشتری داشته و در نتیجه در مناطق زیادی انجام نمی‌شوند. هنگامی که ویروس دنگی در مراحل ابتدایی بیماری است، ممکن است همه این تست‌ها منفی باشند (به عبارت دیگر بیمار بودن فرد را نشان نمی‌دهند). به استثنای تست آنتی‌بادی، این تست‌های آزمایشگاهی تنها زمانی قابل استفاده‌اند که بیماری، حاد (مراحل ابتدایی) باشد. اگرچه تست آنتی‌بادی در مراحل بعدی نشان‌دهنده ابتلای فرد به دنگی است. بدن پس از ۵ تا ۷ روز آنتی‌بادی خاصی تولید می‌کند که وظیفه‌اش مبارزه با ویروس دنگی است.

## پیش‌گیری
در حال حاضر، هیچ درمان ضد ویروسی یا واکسنی با مجوز جهانی وجود ندارد که در برابر هر چهار سروتیپ DENV محافظت کند. واکسنهای متنوعی تولید و برای استفاده در انسان تأیید شده‌اند مانند Dengvaxia، یک واکسن چهار ظرفیتی ویروس زنده از Sanofi Pasteur، که برای استفاده بالینی انسانی تأیید شده است ولی برای استفاده از آن محدودیتهایی وجود دارد از جمله تجویز برای کودکان ۹ تا ۱۶ سال.
سازمان بهداشت جهانی پیشنهاد داده است که برای جلوگیری از ابتلا جمعیت پشه‌ها تحت نظر قرارگرفته و انسان‌ها از گزیدگی پشه‌ها حفاظت شوند. سازمان بهداشت جهانی برای پیش‌گیری از دنگی برنامه‌ای (به نام برنامه «کنترل یکپارچه ناقل») ارائه داده است که از پنج بخش تشکیل شده است: باید از حقوق، تجهیزات اجتماعی و قوانین برای قوی‌سازی جوامع و سازمان‌های بهداشتی عمومی استفاده کرد. همه بخش‌های اجتماع باید همراه با هم عمل کنند. این بخش‌ها شامل بخش عمومی (مانند دولت)، بخش خصوصی (مانند موسسات و شرکت‌ها) و حوزه سلامت و بهداشت می‌شوند. تمام روش‌های کنترل بیماری باید یکپارچه‌سازی شوند (گردآوری شوند) تا امکانات موجود، بهترین اثرگذاری ممکن را داشته باشند. تصمیم‌گیری‌ها باید طبق مدارک موجود صورت بگیرد تا به این وسیله از سودمندی تمام اقدامات انجام شده برای مقابله با دنگی اطمینان حاصل شود. باید به مناطقی که دنگی در آن‌ها شایع است کمک کرد تا جایی که بدون کمک دیگران، قادر به مبارزه با این بیماری شوند. سازمان بهداشت جهانی روش‌هایی برای کنترل پشه‌ها و حفاظت در برابر گزیدگی آن‌ها ارائه می‌دهد. بهترین روش رهایی از پشه «آئدس اجیپتی» از بین بردن زیستگاه آن است. مردم باید منابع سرباز آب را خالی کنند تا پشه‌ها در آن‌ها تخم‌گذاری نکنند. هم چنین می‌توان برای کنترل پشه‌های این مناطق از حشره‌کش‌ها و عامل‌های کنترل زیست‌شناختی استفاده کرد. دانشمندان معتقدند اسپری‌های ارگانوفسفات و پایروتروئید تأثیری ندارد. آب‌های راکد (یا بدون حرکت و جریان) باید از بین بروند، زیرا پشه‌ها را جذب می‌کنند و هم چنین انباشته شدن حشره‌کش‌ها در این آب‌ها، برای سلامتی انسان‌ها مضر خواهد بود. افراد می‌توانند برای جلوگیری از گزیدگی توسط نیش حشرات لباس‌هایی بپوشند که کاملاً بدنشان را پوشش دهد. هم چنین می‌توان از مواد دافع حشرات (مانند اسپری حشره‌کش) برای دور نگه داشتن پشه‌ها استفاده کرد. دی‌ای‌ای‌تی بهترین گزینه است. می‌توان هنگام خواب نیز از پشه بند استفاده کرد.
مردم باید در برابر پشه‌ها از خود محافظت کرده و دفعات گزیدگی با نیش آن‌ها را محدود کنند. هم چنین به پیشنهاد دانشمندان می‌توان زیستگاه پشه‌ها را کوچک‌تر کرد و در نتیجه تعداد پشه‌های موجود را کاهش داد. اگر کسی دچار تب دنگی شد و در صورتی که بیماری خفیف باشد، برای بهبودی باید مقدار زیادی مایعات بنوشد. اگر کسی به گونه حادتری از بیماری مبتلا شد نیازمند مایعات وریدی و انتقال خون خواهد بود. از دهه ۱۹۶۰ افراد بیشتری به تب دنگی مبتلا می‌شوند. این بیماری از جنگ جهانی دوم به معضلی جهانی تبدیل شد. در بیش از ۱۱۰ کشور شیوع داشته و ۱۰۰–۵۰ میلیون نفر در هر سال به آن مبتلا می‌شوند. افرادی برای پیدا کردن واکسن و دارویی برای درمان سریع این ویروس در تلاشند. هم چنین برای رهایی از پشه‌ها کارهایی انجام می‌دهند.

## مدیریت
به گزارش شبکه تلویزیونی الجزیره انگلیسی، یکی از بیماری‌های مهلکی که از طریق پشه منتقل می‌شود بیماری موسوم به تب دنگی است. پژوهشگران سال‌ها تلاش کردند تا واکسن این بیماری را بسازند. درنهایت، واکسن این بیماری در مکزیک ساخته شد و سازمان‌های درمانی، آن را تأیید کردند.
هیچ درمان مشخصی برای تب دنگی وجود ندارد. افراد مختلف، با توجه به علایمشان، نیاز به درمان‌های متفاوت دارند. برخی افراد صرفاً با نوشیدن مایعات در منزل بهتر می‌شوند، درحالی‌که یک متخصص سلامت به‌دقت آن‌ها را تحت نظر دارد تا مطمئن شود که در حال بهبود هستند. افراد دیگری نیاز به مایعات وریدی و تزریق خون دارند. اگر فردی علائم اخطاردهندهٔ حاد داشته باشد، به‌ویژه اگر شرایط بیماری مزمن در او باشد، ممکن است متخصص سلامت تصمیم بگیرد که فرد را در بیمارستان بستری کند.
وقتی افراد مبتلا نیاز به مایعات وریدی داشته باشند، معمولاً به‌مدت یک یا دو روز به آن‌ها نیاز دارند. متخصص سلامت میزان مایع تجویزی را افزایش می‌دهد تا فرد مقدار مشخصی ادرار (۰٫۵–۱ mL/kg/hr) دفع کند. همچنین میزان مایع تا زمانی که هماتوکریت (میزان آهن در خون فرد) فرد و علایم حیاتی او به حالت عادی برگردد، افزایش می‌یابد. به‌دلیل احتمال خون‌ریزی، متخصصین سلامت سعی می‌کنند تا از روش‌های تهاجمی پزشکی مانند لوله‌گذاری دهان و بینی (فرستادن لوله از طریق بینی فرد به داخل معده)، تزریقات درون عضلانی (تزریق دارو به درون عضله)، و سوراخ‌های شریانی (وارد کردن سوزن به یک سرخ‌رگ) پرهیز کنند.استامینوفن (تایلنول) را می‌توان برای تب و درد تجویز کرد. نوعی از داروی ضدالتهاب به نام اِنسید (مثل ایبوپروفن و آسپرین) نباید استفاده شود چرا که احتمال خون‌ریزی را تشدید می‌کند. تزریق خون باید بلافاصله آغاز شود اگر علایم حیاتی فرد تغییر کردند یا عادی نباشند، همچنین اگر تعداد گلبول‌های قرمز خون کاهش پیدا کند. وقتی تزریق نیاز باشد، باید خون کامل (خونی که به اجزای مختلفش تقسیم نشده است) یا گلبول‌های قرمز بسته‌بندی شده به فرد داده شود. پلاکت‌های خونی (که از خون کامل جدا شده‌اند) و پلاسمای تازهٔ یخ‌زده معمولاً توصیه نمی‌شود.
وقتی فرد در مرحلهٔ درمان تب دنگی قرار دارد، معمولاً مایعات وریدی بیشتری به او داده نمی‌شود تا آن‌که دچار حجم اضافی مایعات نشود. اگر حجم اضافی مایعات اتفاق بیفتد، اما علایم حیاتی فرد ثابت باشد (تغییر نکند)، صرف توقف دادن مایعات بیشتر می‌تواند کافی باشد. اگر فرد دیگر در مرحلهٔ حساس بیماری نباشد، می‌توان به او یک مدر لوله هنله مانند فوروزماید (لاسیکس) داد. با این کار می‌توان از مایعات اضافی موجود در جریان خون فرد خلاص شد.

## احتمال
اکثر افراد مبتلا به تب دنگی بهبود می‌یابند و پس از آن هیچ مشکلی ندارند. ۱ تا ۵٪ افراد مبتلا (۱ تا ۵ از هر ۱۰۰ نفر) به دنگی اگر درمان نشوند، می‌میرند. کمتر از ۱٪ علی‌رغم درمان مناسب می‌میرند. اما افرادی که مبتلا به دنگی وخیم هستند، ۲۶٪ (۲۶ از هر ۱۰۰ نفر) می‌میرند.
دنگی در بیش از ۱۱۰ کشور رایج است. هرساله ۵۰ تا ۱۰۰ میلیون نفر در سرتاسر جهان به آن مبتلا می‌شوند. همچنین باعث بستری شدن نیم میلیون نفر می‌شود و حدود ۱۲۵۰۰ تا ۲۵۰۰۰ مرگ سالانه را باعث می‌شود.
دنگی رایج‌ترین بیماری ویروسی است که بندپایان عامل انتقال آن هستند. باور بر این است که دنگی موجب هزینهٔ بیماری حدود ۱۶۰۰ سال تقریبی ناتوانی در طول عمر به ازای هر یک میلیون نفر است. این یعنی در هر یک میلیون نفر، دنگی موجب از دست رفتن ۱۶۰۰ سال زندگی می‌شود. این میزان حدوداً برابر با هزینهٔ بیماری سایر بیماری‌های کودکان و مناطق گرمسیری مانند سل می‌باشد. دنگی پس از مالاریا به‌عنوان دومین بیماری مهم مناطق گرمسیری شناخته می‌شود. همچنین سازمان سلامت جهانی تب دنگی را به‌عنوان یکی از ۱۶ بیماری نادیده‌گرفته شدهٔ مناطق گرمسیری (یعنی دنگی آن‌قدر که باید جدی گرفته نشده است) به حساب می‌آورد.
دنگی در سراسر دنیا رایج‌تر می‌شود. در سال ۲۰۱۰، دنگی ۳۰ بار رایج‌تر از سال ۱۹۶۰ بوده است. عوامل مختلفی به‌عنوان دلیل افزایش دنگی مطرح هستند. افراد بیشتری در شهرها زندگی می‌کنند. جمعیت جهان (تعداد افراد حاضر در دنیا) در حال رشد است. افراد بیشتری سفرهای بین‌المللی (در بین کشورها) دارند. همچنین گمان می‌شود که گرم شدن جهان نقشی در افزایش دنگی دارد.
دنگی اغلب در ناحیهٔ خط استوا اتفاق می‌افتد. ۲٫۵ میلیارد نفر در مناطقی زندگی می‌کنند که دنگی رخ می‌دهد. ۷۰٪ این افراد در منطقهٔ آسیا اقیانوسیه زندگی می‌کنند. در ایالات متحد، ۲٫۹٪ تا ۸٪ از افرادی که از سفر به مناطق مستعد دنگی بازمی‌گردند و تب دارند، در حین سفر آلوده شده‌اند. در این گروه از افراد، دنگی، پس از مالاریا، دومین دلیل رایج برای عفونت است که باید بررسی شود.

## تاریخچه
دنگی اولین بار در سال‌های دور ثبت شده است. در یک دانش‌نامهٔ پزشکی چینی از دوران خاندان جین (که بین سال‌های ۲۶۵ تا ۴۲۰ میلادی می‌زیسته‌اند) از شخصی صحبت شده است که احتمالاً دنگی داشته است. این کتاب از «سمّ آبی» صحبت می‌کند که با حشرات پرنده مرتبط بوده است. همچنین اسناد مکتوبی از قرن هفدهم وجود دارد که بیان‌گر چیزی است که احتمالاً یک همه‌گیری دنگی بوده است. محتمل‌ترین گزارش‌های همه‌گیری دنگی مربوط به سال‌های ۱۷۷۹ تا ۱۷۸۰ هستند. این گزارش‌ها از یک همه‌گیری صحبت می‌کنند که آسیا، آفریقا، و شمال آمریکا را دربرگرفته است. از آن زمان تا سال ۱۹۴۰، همه‌گیری‌های دیگری نبوده است.
در سال ۱۹۰۶، دانشمندان ثابت کردند که مردم از پشه‌های «آیدیس» عفونت‌هایی را دریافت می‌کنند. در سال ۱۹۰۷، دانشمندان نشان دادند که یک ویروس موجب تب دنگی می‌شود. این دومین بیماری بود که ثابت می‌شد عامل آن ویروس است (قبل از آن دانشمندان ثابت کرده بودند که عامل تب زرد هم ویروس است). جان برتون کلیلند و جوزف فرانکلین سایلر به مطالعهٔ ویروس دنگی پرداختند و راه‌های گسترش ویروس را کشف کردند.
دنگی در حین جنگ جهانی دوم و پس از آن با سرعت بسیار بیشتری گسترش یافت. دلیل آن این‌طور فرض می‌شود که جنگ به طرق مختلف موجب تغییرات محیطی شد. همچنین انواع گوناگونی از دنگی به نقاط جدیدی سرایت پیدا کرد. برای اولین بار، مردم مبتلا به تب خون‌ریزی دهندهٔ دنگی می‌شدند. این نوع وخیم از بیماری اولین بار در سال ۱۹۵۳ در فیلیپین گزارش شد. تا دههٔ ۱۹۷۰، تب خون‌ریزی دهندهٔ دنگی بدل به عامل اصلی در مرگ کودکان شد. همچنین شیوع آن در اقیانوسیه و آمریکا آغاز شد. تب خون‌ریزی دهندهٔ دنگی و سندروم شوک دنگی اولین بار در سال ۱۹۸۱ در آمریکای جنوبی و مرکزی گزارش شد. در این زمان، کارشناسان سلامت متوجه شدند که افرادی که مبتلا به نوع ۱ ویروس دنگی شده‌اند، در چند سال آینده مبتلا به نوع ۲ دنگی هم می‌شوند.

## تاریخچهٔ واژه

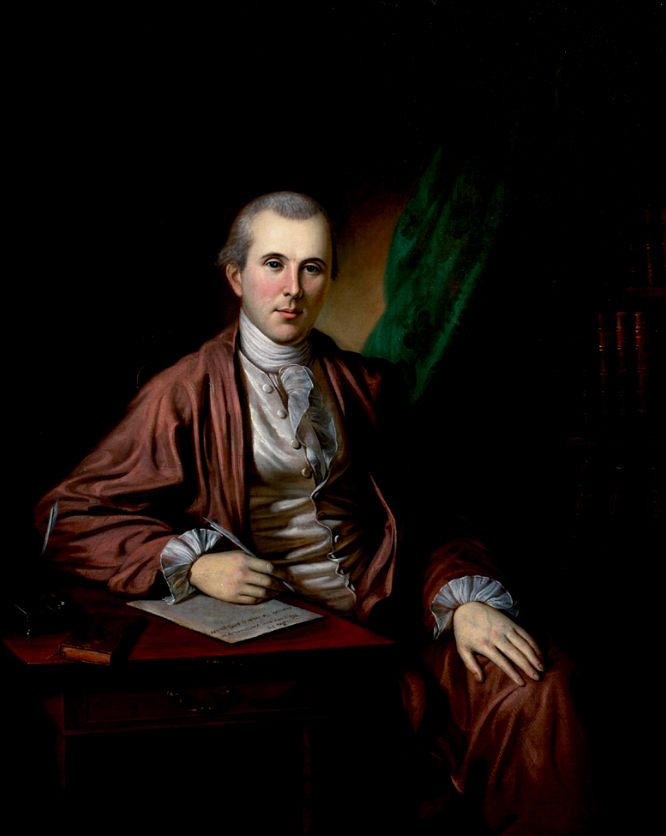
نقاشی بنجامین راش اثر پیل، ۱۷۸۳

مشخص نیست که واژهٔ «دنگی» از کجا آمده است. برخی بر این باورند که از عبارت Ka-dinga pepo در زبان سواحلی گرفته شده است. این عبارت از یک بیماری صحبت می‌کند که روح شیطانی عامل آن است. اعتقاد بر این است که واژهٔ dinga در سواحلی از واژهٔ dengue در زبان اسپانیایی آمده است. این واژه به معنای «مراقب» است. ممکن است از این واژه برای توصیف شخصی استفاده شده باشد که از درد استخوانی در تب دنگی رنج می‌برد؛ این درد موجب خواهد شد تا فرد با مراقبت راه برود. البته ممکن است که واژهٔ اسپانیولی از سواحیلی آمده باشد و نه برعکس.
نام «تب استخوان‌شکن» را اولین مرتبه بنیامین راش، پزشکی از بنیان‌گذاران ایالات متحده آمریکا به‌کار برد. راش در سال ۱۷۸۹ نام «تب استخوان‌شکن» را در گزارشی پیرامون شیوع دنگی در سال ۱۷۸۰ در فیلادلفیا به‌کار برد. راش در آن گزارش اغلب از نام رایج‌تر «تب فرستندهٔ صفراوی» استفاده کرد. واژهٔ «تب دنگی» تا پس از ۱۸۲۸ به‌طور رایج استفاده نمی‌شد. قبل از آن، افراد مختلف از نام‌های گوناگونی برای این بیماری استفاده می‌کردند؛ مثلاً دنگی را «تب قلب‌شکن» و «la dengue» هم می‌نامیدند. نام‌های دیگری هم برای دنگی وخیم استفاده می‌شد: مثلاً، «پلاکت‌های لکه‌های خونی زیرپوستی عفونی»، «فیلیپینی»، «تایلندی»، و «تب خون‌ریزی‌دهندهٔ سنگاپوری».

## پژوهش
دانشمندان به پژوهش در مورد راه‌های پیش‌گیری و درمان دنگی ادامه می‌دهند. همچنین پیرامون کنترل پشه‌ها، ساخت واکسن، و ساختن داروهای مقابله با این ویروس کارهایی انجام می‌شود.
کارهای سادهٔ زیادی برای کنترل پشه‌ها انجام شده است. برخی از آن‌ها جواب داده است؛ مثلاً می‌توان ماهی گوپی (Poecilia reticulata) یا پاروپایان را در آب‌های راکد رها کرد تا لارو (تخم) پشه را بخورند.
دانشمندان به کار بر روی واکسنی برای محافظت افراد در برابر هر چهار نوع دنگی ادامه می‌دهند. برخی دانشمندان نگران هستند که واکسن ممکن است از طریق افزایش وابستگی به پادتن (ADE) موجب افزایش خطر بیماری وخیم شود. بهترین واکسن احتمالی، چند ویژگی متفاوت خواهد داشت. اول این‌که ایمن خواهد بود. دوم این‌که پس از یک یا دو تزریق تأثیر خواهد گذاشت. سوم این‌که در برابر تمام انواع ویروس دنگی محافظت خواهد کرد. چهارم این‌که موجب افزایش وابستگی به پادتن نمی‌شود. پنجم این‌که حمل و نگهداری آن آسان خواهد بود. ششم این‌که کم هزینه و به‌صرفه خواهد بود. تا سال ۲۰۰۹ تعدادی واکسن آزمایش شده‌اند. دانشمندان امیدوارند که اولین واکسن (یا واکسن‌ها) تا سال ۲۰۱۵ برای مصرف عموم آماده شود.
همچنین دانشمندان کار بر روی ساخت داروهای ضدویروس را ادامه می‌دهند که برای درمان حملات تب دنگی و محافظت مبتلایان از ابتلا به عوارض وخیم می‌باشد. آن‌ها همچنین برای کشف ساختار پروتئینی ویروس کار می‌کنند. این کار ممکن است به ایشان کمک کند تا داروهایی تولید کنند که برای درمان تب دنگی به‌خوبی عمل کند.